# Diva Soares Santana
Diva Soares Santana, nascida em Vitória da Conquista- Bahia em 1949, é a mais velha de cinco irmãos. Casou-se aos 15 anos no ano de 1964.
Atualmente Diva Santana segue sendo uma defensora dos Direitos Humanos e pelo paradeiro de sua irmã Dinaelza Coqueiro e cunhado Vandick Coqueiro, ambos mortos pela repressão nos anos de ditadura militar.

### A luta política
Sua inserção na luta política ocorre efetivamente nos anos 70, e diferente de outras histórias que começam com a participação no Movimento estudantil, Diva passa a engajar de forma mais efetiva com a militância de suas irmãs e de seu cunhado. Porém, sempre teve um posicionamento político de defensora dos Direitos Humanos, algo que com o tempo a solidificou nacionalmente como uma mulher fundamental na luta política e social brasileira.
Nos anos 70, mais especificamente em 1976 Diva Santana ingressa no Comite de Anistia, secção Bahia. Como Diva afirma: “Gozando da minha liberdade, enquanto mulher busquei me juntar aos que lutavam por uma anistia no Brasil, pelo fim do regime militar e por democracia, no Comitê de Anistia, secção Bahia” 
Contudo, o fato de ser irmã de uma militante política a colocava com uma ameaça à repressão, algo que ficou evidente com os documentos encontrados por ela no Sistema Nacional de Informações.  Em 1980, por exemplo, foi organizada uma caravana de familiares de desaparecidos no Araguaia, a qual Diva era uma das lideranças. Em um informe ao SNI foi entregue uma lista de todas as pessoas que estavam no vôo da VASP à região, como Diva Santana.
Apesar de participar em atividades em todo o país, Diva permaneceu em Salvador, Bahia, ⁣  e viu o desenvolvimento tanto da repressão no estado, quanto na resistência e da luta pelos Direitos Humanos durante a pós a ditadura militar.

#### Caravana ao Araguaia
Em 1980, juntamente a outros familiares de desaparecidos políticos na guerrilha do Araguaia (1972-1974) Diva Santana vai até a região Norte do Brasil, local onde ocorreu o episódio. Apesar do empenho dos familiares, não conseguiram sucesso acerca do paradeiro de seus entes queridos.
Ao regressar para Salvador, Diva foi indiciada com base na Lei de Segurança Nacional, com a acusação de estar promovendo a luta armada no Brasil. Algo que evidencia como sua presença e suas ações incomodavam a repressão.
Em 1995 a Corte Interamericana de Direitos Humanos considerou o Estado brasileiro réu das ações realizadas na guerrilha do Araguaia, as quais vitimaram mais de 60 pessoas.

##### Ações atuais
Diva Santana segue ativa na luta por reparação, memória e justiça. Atualmente faz parte do Grupo Tortura Nunca Mais -Bahia, membro há décadas, e segue em busca do paradeiro de sua irmã e cunhado. Contudo, a Luta de Diva Santana ao longo de sua trajetória se somou a luta de muitas famílias que seguem enlutadas até hoje e sem retorno do Estado Brasileiro sobre as ações cometidas durante a ditadura militar.
Em agosto de 2024, representando os familiares de mortos e desaparecidos político, Diva fez um apelo na audiência sobre “Direitos das vítimas de desaparecimento forçado” dentro da Comissão De Legislação Participativa (CLP) , reforçando a importância da Comissão de Anistia e da necessidade de recursos para trabalhar. Algo que culminou na importante recriação da Reinstalação da Comissão sobre Mortos e Desaparecidos Políticos.